# Up:Town
Up:Town is een 107 meter hoog gebouw op het Wijnhaveneiland te Rotterdam. Op 29 november 2018 werd het hoogste punt bereikt.
Het gebouw heeft 34 verdiepingen met 178 woningen verdeeld over laagbouw en een toren. De appartementen op de bovenste acht verdiepingen zijn koopappartementen. De overige appartementen zijn bestemd voor de verhuur.